# Coptacra tuberculata
Coptacra tuberculata är en insektsart som beskrevs av Willy Adolf Theodor Ramme 1941. Coptacra tuberculata ingår i släktet Coptacra och familjen gräshoppor. Inga underarter finns listade i Catalogue of Life.